# Cheumatopsyche pinaca
Cheumatopsyche pinaca là một loài Trichoptera trong họ Hydropsychidae. Chúng phân bố ở miền Tân bắc.